# Storö (vid Satava, Åbo)
Storö (fi:Isosaari) är en ö i Finland. Den ligger i Skärgårdshavet och i kommunen Åbo i landskapet Egentliga Finland, i den sydvästra delen av landet omkring 150 kilometer väster om Helsingfors. Ön ligger mellan Satava och Kakskerta.
Öns area är 15,5 hektar och dess största längd är 0,7 kilometer i öst-västlig riktning.